# Alexandru Paleologu
 (août 2019).
Si vous disposez d'ouvrages ou d'articles de référence ou si vous connaissez des sites web de qualité traitant du thème abordé ici, merci de compléter l'article en donnant les références utiles à sa vérifiabilité et en les liant à la section « Notes et références ».
Alexandru Paleologu, est un écrivain, critique littéraire, diplomate et homme politique roumain né le 14 mars 1919 et mort le 2 septembre 2005 à Bucarest.
Descendant d'une dynastie phanariote d'origine grecque (venue de Lesbos en Valachie au début du XVIIIe siècle), il fut le disciple d'un autre phanariote, Paul Zarifopol. Il signa plusieurs anthologies de Zarifopol telles Le Paradoxe du bon sens. Dans l'anthologie La Lettre et l'esprit ils publient ensemble des essais. Alexandru Paleologu publie ensuite Les Marches du monde ou la descente en soi de Mihail Sadoveanu qui est le seul décryptage ésotérique du roman de ce dernier : La Cognée.

## Biographie
Les dynasties Paléologues successives, dont l'une avait donné des empereurs à l'Empire byzantin et une autre des lettrés aux principautés danubiennes, s'étaient dispersées à travers l'Italie, la Russie et les Balkans : ainsi, Alexandru Paleologu descendait aussi du prince valaque Constantin Brâncoveanu. Sous la monarchie parlementaire, son père était député du parti libéral et secrétaire général aux ministères de la Justice, puis des Finances. Lui-même fit des études de droit, se préparant à la magistrature.
En 1944, il est engagé comme conseiller par la Commission d'application de l'Armistice dans un contexte dramatique. La Roumanie, à la suite du renversement du dictateur Ion Antonescu, avait déclaré la guerre à l'Allemagne le 23 août 1944, mais les Alliés ne lui avaient accordé l'armistice que le 12 septembre, la plaçant de facto en guerre contre les deux camps durant trois semaines : la Wehrmacht comme l'Armée rouge s'y considéraient en pays ennemi. Entre 1946 et 1948, alors que les communistes sont déjà au pouvoir, mais que la Roumanie est encore une monarchie, il est attaché au ministère des Affaires étrangères. Petit à petit les communistes, dont le nombre croît prodigieusement (le PCR passe d'un millier à 900 000 membres en trois ans) éliminent les anciens cadres et professions libérales : après avoir perdu son emploi, Alexandru Paleologu, recherché par la Securitate comme « laquais de l'impérialisme, descendant d'une famille d'ennemis du peuple », échappe à l'arrestation et à la déportation en vivant clandestinement sous le nom d'Ion Crăifăleanu dans la ville de province de Câmpulung Muscel (département de l'Argeș), où il exerce l'emploi de copiste. Il racontera plus tard qu'il avait choisi ce pseudonyme en référence à la chute des princes (crai : « prince » en roumain, et fall de l'anglais « tomber »).
Cette situation se prolonge jusqu'en janvier 1956, lorsque le décret no 421 du Présidium lève les poursuites pour raison d'appartenance à un groupe, et offre aux « ex » de l'ancien régime des « chances de rééducation et de réhabilitation ». Alexandru Paleologu sort alors de la clandestinité et devient chercheur à l'Institut de l'Académie roumaine pour l'Histoire du livre ancien, mais sa « rééducation socialiste » est jugée insuffisante et le 8 septembre 1959 il est arrêté par la Securitate dans le « lot Noica-Pillat » (du nom des prétendus « meneurs » de ce groupe de 23 intellectuels « subversifs »), le Parti voulant « donner une leçon » aux intellectuels non-communisés. Les intéressés feront de 6 à 25 ans de camp : Paléologue écope d'une peine de 14 ans (avec confiscation de tous ses biens) mais n'en fera que 4, ayant craqué en détention à Botoșani en 1963 et accepté de devenir informateur de la Securitate (dont les méthodes de torture ont brisé bien d'autres détenus).
Libéré mais brisé, il revient à l'Institut pour l'histoire du livre ancien, puis devient secrétaire du théâtre Constantin-Nottara de Bucarest en 1967, et enfin rédacteur aux éditions Cartea Românească en 1970. Il devra continuer à informer ses officiers traitants de la Securitate jusqu'en 1984, mais, ayant laissé entendre à tous ses collègues et amis qu'il « devait sa survie à des obligations », il n'amenait pas d'informations compromettantes et finit par être jugé inintéressant.

## Carrière politique après 1989
Lors du rétablissement de la démocratie en décembre 1989, il fut le premier homme public à reconnaître et assumer explicitement sa collaboration. Le 31 décembre 1989 il est nommé ambassadeur de Roumanie à Paris par le premier gouvernement provisoire après la chute de Nicolae Ceaușescu. En juin 1990, alors que le gouvernement de l'ex-communiste Ion Iliescu réprime violemment les manifestations étudiantes à Bucarest, et qu'Iliescu qualifie les manifestants de « voyous », Alexandru Paleologu déclare à la presse française qu'il est l'« ambassadeur des voyous », et qu'à son avis, « étant donné que les anciens communistes ont confisqué la République à leur profit exclusif, la monarchie pourrait sauver le peuple roumain ». À la suite de ces déclarations, il est limogé. Il participe activement à la renaissance de la franc-maçonnerie en Roumanie. En 1992 il est élu président du Conseil de la Fundația Societatea Civilă (« Fondation pour la Société civile ») qui se transforme ensuite en Parti de l'alliance civique, dont Paléologue devient, entre 1992 et 1996 un sénateur du département de l'Argeș. Lorsque les partis de cette Alliance se séparent, il continue son mandat de sénateur pour le Parti national libéral, représentant entre 1996 et 2000 le département de Vrancea et entre 2000 et 2004 celui de Bucarest.
L'historien et romancier Stelian Tănase publie alors une série d'entretiens avec Alexandru Paleologu, dans lesquels celui-ci revient sur ce qu'il appelle « les quatre générations sacrifiées » (affirmant que « la guerre a duré en Roumanie de 1940 à 1989 ») et sur l'« obscurcissement de la pensée durant un demi-siècle » au moyen de l'humiliation, du chantage par rapport à la famille, et des tortures physiques.

## Ouvrages
- L'Esprit et la lettre. Essais critiques, 1970
- Le Paradoxe du bon sens, 1972
- Le Sens pratique. Essais et polémiques, 1974
- Les Marches du monde ou la descente en soi de Mihail Sadoveanu, 1978
- Hypothèses de travail. Essais et recherches, 1980
- L'Alchimie de l'existence. Essais et portraits, 1983. A doua ediție, revizuitǎ, 1997
- Souvenirs merveilleux d'un ambassadeur des voyous, 1992, 1993
- Le Défi de la mémoire, 1995 (entretiens avec Stelian Tănase)
- Les Choses vraiment importantes, 1997; seconde édition, 1998
- Interlocutions, 1997
- La Courtoisie comme arme. Conversations et articles plus ou moins politiques, 2000
- L'Occident est à l'Est, EST-Samuel Tastet Editeur 2001
- Bréviaire pour la conservation des instants, entretien avec Filip-Lucian Iorga 2005
- Amicus Plato ou... la séparation d'avec Noica (un philosophe et ami), 2006.
- La Rue arménienne. Entretiens avec Fabian Anton, 2006

## Distinctions
- 2000 - Prix d'excellence dans la Culture roumaine, de la Fondation pour la Science et les Arts